# Pont Charles-Vaillant
Le pont Charles-Vaillant est un pont ferroviaire traversant l'Adour à Bayonne. Il est situé à proximité de l’ancien viaduc ferroviaire, appelé localement « pont Eiffel », qui franchissait l’Adour depuis 1862. Ce nouvel ouvrage conçu par l'architecte Alain Spielmann a été mis partiellement en service (une seule des deux voies) en mars 2013, et complètement fin 2013 ou début 2014. Le conseil municipal de Bayonne a décidé de le nommer Charles-Vaillant (historien ferroviaire et médecin bayonnais) en 2016, ce qui a été effectif en 2017.

## Situation ferroviaire

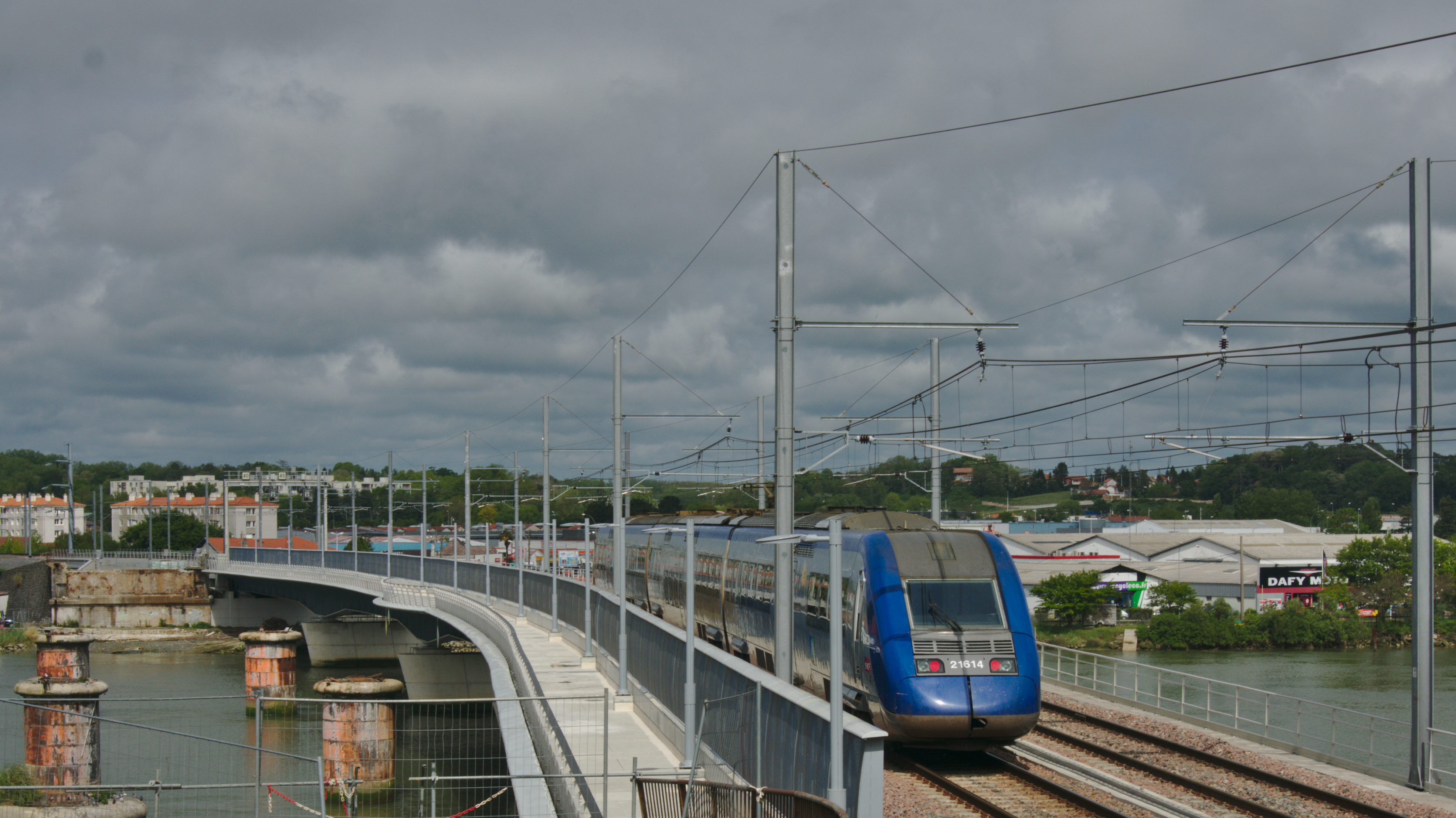
Le pont traversé par un train Bayonne-Hendaye en 2014. Les piles de l'ancien pont sont encore visibles à gauche.

Le pont est emprunté par les lignes de Bordeaux-Saint-Jean à Irun, de Bayonne à Saint-Jean-Pied-de-Port, de Toulouse à Bayonne, et de Bayonne à Allées-Marines.

## Histoire

### Accident de chantier
Le samedi 5 mai 2012, peu après 17 heures, deux des cinq tronçons de la structure métallique du tablier principal se sont effondrés dans l’Adour. Le 31 mai, après expertise et analyse, les deux tronçons du pont sur l’Adour ont été relevés à l’aide de deux grues de forte capacité. L'enquête a montré que l'accident était dû à un défaut de soudure . 

## Caractéristiques
Une fresque a été peinte sur la paroi métallique le long des voies, côté aval. Réalisée par LX.One, elle a été inaugurée en juillet 2015.